# Santísimo Cristo de Ciudadela
El Santísimo Cristo de Ciudadela, también llamado Santísimo Cristo de los Paraires es una escultura de madera policromada que representa a Jesucristo de Nazaret crucificado y que se venera en la Iglesia del Santo Cristo de Ciudadela, situada en el casco antiguo de la ciudad de Ciudadela, la antigua capital de la isla de Menorca (Islas Baleares, España).

## Historia
La talla es de autor anónimo de 126 cm de altura, y se fecha a mediados del siglo XVII. Por esas fechas, la imagen presidía la sala de juntas del gremio de los "paraires" o cardadores de lana. No consta tampoco donde ni cuándo fue adquirida esta imagen. La primera mención que se tiene acerca de ella se refiere a que el 12 de marzo de 1661 fue conducida procesionalmente a la iglesia rural de Sant Joan d´Artruig con motivo de unas rogativas que se realizaron para implorar la lluvia. 
Se cree que la imagen del Santo Cristo de Ciudadela fuese obra de un artista que se inspirase en una imagen de Cristo crucificado existente en la parroquia de Santa Cruz en Palma de Mallorca. Ambas son de autor desconocido y representan a Jesús después de haber expirado, teniendo la cabeza inclinada sobre el lado derecho del cuerpo con una actitud de suave reposo y de majestuosa serenidad. 
En 1661 sucedió el prodigio del sudor de la figura del Cristo, que se repitió en hasta cinco ocasiones y que despertó una devoción intensa hacia la sagrada imagen.
El 29 de julio de 1936 la iglesia del Santo Cristo fue profanada, y la utilizaron más adelante como almacén de objetos militares. La venerada imagen fue arrebatada de la cruz y tirada al suelo. Los brazos quedaron separados del resto del cuerpo y se deterioraron algunas otras partes. El escultor Jaume Bagur Arnau la restauró y el 12 de marzo de 1939 el Santo Cristo volvió a su sede.
En el año 2007 la imagen fue de nuevo restaurada íntegramente. La limpieza de humos y grasas, así como de una capa de pintura más basta que le daba un aspecto oscuro, ha puesto de manifiesto la calidad artística y antigüedad de la escultura.

## Iglesia del Santo Cristo
La Iglesia del Santo Cristo de Ciudadela está ubicada en el casco antiguo de la ciudad, no muy lejos de la Catedral de Santa María de Ciudadela, que es la iglesia catedral de la isla de Menorca. 
La iglesia fue comenzada a construir en 1662 (al año siguiente del milagro del sudor de la talla) y fue concluida en mayo del 1667. Consta de una predela con un relieve de piedra, de un cuerpo central donde se sitúa el camarín del Cristo, y del cuerpo superior que tiene en el centro la pintura de un velo con el santo rostro de Cristo.

## Devoción
El Santísimo Cristo de Ciudadela es la principal devoción cristológica de Menorca y la imagen religiosa más venerada de la isla, tras la Virgen de Monte Toro (Patrona de Menorca). 
Su fiesta se celebra el 14 de marzo, día en que se conmemora la primera de las cinco sudoraciones milagrosas de la imagen. Precisamente, en 2011 se celebró el 350 aniversario de este milagro y entre los actos que se celebraron para conmemorar tal efeméride destacó una procesión extraordinaria de la imagen hasta la catedral.